# Фести, Арпад
А́рпад Фе́сти (венг. Feszty Árpád, при рождении Арпад Сильвестр Ре́ренбек (нем. Árpád Szilveszter Rehrenbeck); 21 декабря 1856, Гурбаново — 1 июня 1914[…], Ловран, Приморско-Горанская жупания) — венгерский художник.

## Биография
Фести родился в городе Гурбаново (венг. Ógyalla; тогда Австрийская империя, ныне Южная Словакия), в семье немецких поселенцев. Он был пятым ребёнком Сильвестра Реренбека (1819—1910), богатого землевладельца, и его жены Йозефы.
В 1874 году он отправился на учёбу в Мюнхен, где окончил Баварскую академию художеств. В 1881 году продолжил учёбу в Венской академии художеств, где начал писать картины, изображающие сцены, связанные с венгерской историей и религией. Он жил во Флоренции с 1899 по 1902 год.

## Творчество
В 1882 году Фести вернулся в Венгрию, где создал два известных произведения — «Голгофа» и «Случай в каменоломне» (Bányaszerencsétlenség).
В 1896 года совместно с художниками Ласло Меднянским и Енё Барчаи в честь 1000-летия основания венгерского государства им было создано знаменитое монументальное полотно (циклорама, или круговая панорама, площадью 1800 м².) под названием «Прибытие (вхождение) мадьяр» (другое название «Обретение Родины»). На круговом живописном полотне было запечатлено две тысячи персонажей.

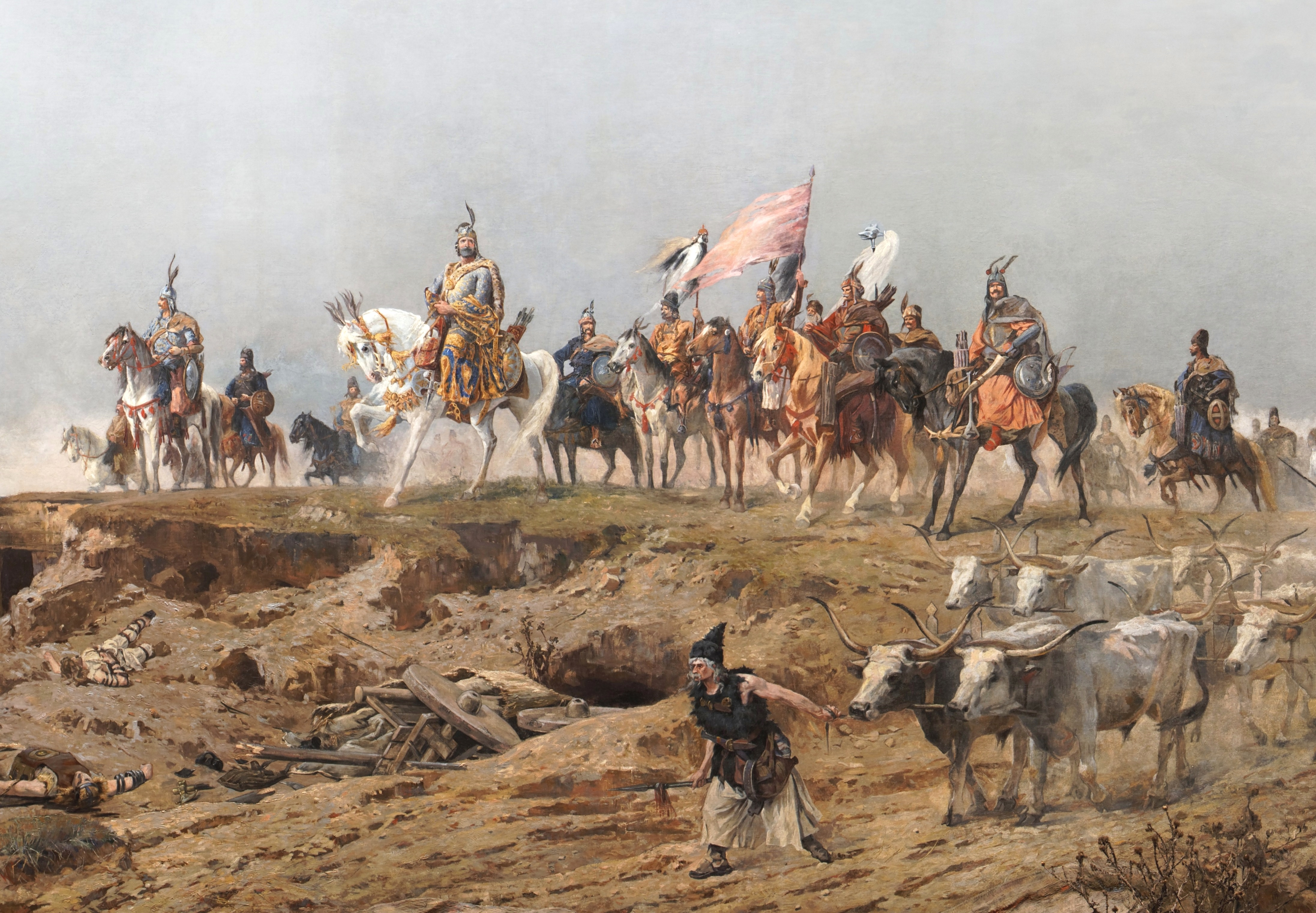
Фрагмент панорамы Арпада Фести в Национальном мемориальном музее Opustaser в Венгрии

Эта работа серьёзно пострадала во время Второй мировой войны. После войны было уделено немало усилий по её сохранению. Только в 1995 году картина была полностью восстановлена, а затем выставлена в Венгерской национальной галерее в Будапеште.
В 1899 году Фести переехал в Италию, где поселился во Флоренции. В 1902 году художник вернулся на родину, где он рисовал из-за прогрессирующего заболевания и возникших финансовых проблем, в основном, небольшие картины.
Несколько его работ находятся во владении Венгерской национальной галереи в Будапеште.
Был женат на Розе Йокаи, внучке венгерской актрисы Розы Лаборфальви. Их дочь дочь Маша также была художницей, а братья Адольф и Дьюла были известными венгерскими архитекторами.